# Gouvernement Madaba
Das Gouvernement Madaba (arabisch محافظة مادبا) ist eines der zwölf Gouvernements Jordaniens. Sitz der Gouvernementsverwaltung ist Madaba. Die Einwohnerzahl beträgt 214.100 (Stand: Ende 2020).

## Geographie
Das Gouvernement Madaba grenzt im Osten an das Gouvernement Amman und im Norden an das Gouvernement al-Balqa, im Westen an das Westjordanland über den Jordan und im Süden an das Tote Meer sowie an das Gouvernement al-Karak. Es ist in zwei Bezirke unterteilt.
Das Klima unterscheidet sich aufgrund des Höhenunterschieds in den Regionen des Gouvernorats erheblich. Die Hauptstadt Madaba liegt 798 Meter über dem Meeresspiegel, während das Tote Meer etwa 300 Meter unter dem Meeresspiegel liegt, was zu einem zweistelligen Temperaturunterschied zwischen den beiden Standorten führt.

## Geschichte
Von den verschiedenen Reichen und Zivilisationen die das sind die Moabiter, Nabatäer, Römer, die arabisch-muslimischen Reiche und die Osmanen die bekanntesten. Mehrere Orte die im heutigen Gouvernement werden in der Bibel erwähnt, darunter der Berg Nebo von dem aus Mose das gelobte Land erblickt haben soll.
Die Stadt Madaba ist am bekanntesten für ihre byzantinischen und umayyadischen Mosaike, insbesondere die Mosaikkarte von Madaba, eine große Mosaikkarte aus byzantinischer Zeit von Palästina und dem Nildelta.

## Demografie
Die Bevölkerung verzeichnet ein rasches Wachstum.
| Jahr          | Einwohnerzahl |
| ------------- | ------------- |
| 1994 (Zensus) | 107.321       |
| 2004 (Zensus) | 129.960       |
| 2015 (Zensus) | 189.192       |

## Wirtschaft
Die Wirtschaft wird vom Tourismus und der Landwirtschaft dominiert.